# Alpha Centauri A
Alpha Centauri A is de grootste ster van de dubbelster Alpha Centauri In het sterrenbeeld  Centaur. De ster met schijnbare magnitude 0,0 is een gele dwerg en vormt samen met Alpha Centauri B een dubbelstersysteem.
Ze staat op 4,39 lichtjaar van de zon en is na Proxima Centauri en Alpha Centauri B de meest nabije ster. Vermoedelijk vormt het Alpha Centauri-systeem op zijn beurt weer een dubbelstersysteem met Proxima Centauri, en draaien deze beiden met een zeer lage snelheid om elkaar heen.